# Шарли Гол
Шарли Гол (8. децембар 1932 — 6. децембар 2005) је бивши луксембуршки професионални бициклиста у периоду од 1953 до 1965. године. Гол је највећи успех у каријери остварио 1958. године, када је освојио Тур де Франс. Поред Тура, два пута је освајао Ђиро д’Италију и по два пута брдску класификацију на Тур де Франсу и на Ђиру. Пре друмског бициклизма, Шарли Гол је возио сајкло крос и био је национални шампион. 

## Детињство и аматерска каријера
Шарли Гол је рођен у Пафендалу, кварту у граду Луксембургу. Био је тужног лица и кратких ногу. Радио је и у месари и као касапин, а 1949. је почео аматерску каријеру. Као аматер, Гол је победио на 60 трка, укључујући и трку Флеча де суд. На трци Аустрије, освојио је етапу са 17 година, што је рекорд. То је била и његова прва трка ван Луксембурга.

## Професионална каријера

### Почетак каријере
Професионалну каријеру почео је 1953. године. Прва трка коју је возио била је Критеријум Полиметипл, који је завршио на осмом месту. Прву професионалну победу остварио је на националном првенству у сајкло кросу 1953. године. Исте године возио је Тур де Франс по први пут, али је морао да га напусти током шесте етапе. Наредне године је освојио етапу на Критеријуму Дофине, друго место на националном првенству у друмској вожњи и треће место на светском првенству у друмској вожњи. Возио је опет на Тур де Франсу, али није успио да га заврши.
1955. је победио на трци Тур де Суд и завршио је трећи на Туру Луксембурга. На Тур де Франсу је изгубио много времена на почетним равним етапама. Бобру за повратак је почео у Алпима, на првом брду је напао и стекао је пет минута до наредног, Кол де Телеграфа. На крају, етапу је завршио на Галибијеу, са 14 минута испред и пробио се до 37 места у генералном пласману. Био је на добром путу да победи и наредног дана, али је пао на спусту по киши. Напао је опет, у Пиринејима, на етапи 17, победио је и у наставку Тура, пробио се до трећег места и освојио је брдску класификацију.
1956. је освојио Тур Луксембурга, а затим и Ђиро д’Италију, где је освојио и брдску класификацију, уз три етапне победе. На брду Монте Бондоне, био је сам на 88 километара до циља, било је толико хладно, да је Гол морао да носи бицикл до циља и да стане да би попио пиће. На етапи 19, стекао је 10 минута испред Жака Анкетила и освојио је Ђиро. На Тур де Франсу, имао је заостатак од скоро пола сата након шест етапа, али био је самоуверен да разлику може смањити у брдима. Ипак није успио да је надокнади колико је хтио, завршио је на 13 месту, али је победио на две етапе и освојио је брдску класификацију другу годину заредом. 1957. освојио је етапу на Туру Луксембурга и две на Ђиро д’Италији, где је завршио на четвртом месту. Ђиро је изгубио због физиолошких потреба, јер су у том тренутку напали Лујсон Бобе и Гастоне Ненчини. Кад је дошао до Бобеа, рекао му је да ће се осветити, да ће га убити. након чега је освојио национално првенство. Учествовао је и на Тур де Франсу, али га је напустио током друге етапе.

### 1958
1958. завршио је други на националном првенству у вожњи на хронометар, а освојио је трке Сан Агустин и Мон Фарон. На Ђиро д’Италији, освојио је треће место, уз једну етапну победу. На Тур де Франсу је био доминантан, остварио је четири етапне победе, од тога три на хронометрима, укључујући и брдски на Мон Вентуу. Задњег дана у Алпима, спортски директор, видевши да пада киша, рекао је Голу да крене напред, да је то његов дан. Гол је био узбуђен због хладне кише и љут због начина на који је изгубио Ђиро претходне године, када су га напали након што је стао са стране. Многи возачи су стекли предност у односу на њега, али је он кривио Бобеа. На врху Лаутарета била је награда од 100 франака, у част Анрија Дегранжа, оснивача Тура. Награду је освојио Холанђанин Питер Ван Ест, док је Федерико Бајамонтес био други. Мала група је на спусту стекла осам минута испред осталих. Гол је кренуо у потеру и престизао је једног по једног, укључујући Шпанца, Салватореа Ботељу, који је био на осмом месту. Ботеља је сишао са бицикла, покрио главу рукама и заплакао. Гол и Бајамонтес су наставили сами, јер су сви остали отпали. У почетку, мислили су да Гол иде само да освоји брдску класификацију јер је изгубио доста времена на претходним етапама, али онда је и Бајамонтес отпао и Гол је завршио минут испред њега и три минута испред осталих фаворита и приближио се врху како је трка улазила у најтежи део. По олуји, Гол је побегао и победио је етапу са 12 минута испред пратилаца и 15 минута испред лидера Жемињанија и попео се на треће место. Два дана касније, узео је још минут, а затим на хронометру је надокнадио заостатак, победивши чак и Анкетила и освојио је Тур.

### 1959 — 1962
1959. освојио је по други пут Ђиро д’Италију, уз брдску класификацију и три етапне победе. Након Ђира, освојио је национално првенство и Тур Луксембурга, док је Тур де Франс завршио на 12 месту, уз једну етапну победу.
1960. освојио је етапу на Ђиро д’Италији и завршио је на трећем месту у генералном пласману, осим тога освојио је и трку Саланш и национално првенство, Тур де Франс је пропустио, а први и једини пут је возио Вуелта а Еспању, али је није завршио. 1961. је завршио четврти на Ђиру, уз једну етапну победу, а затим је освојио Тур Луксембурга и национално првенство. На Тур де Франсу је освојио треће место. Победио је на деветој етапи, до Гренобла, а затим је пао у Алпима на спусту и повредио је раме и колено. Задњу етапу је стартовао са другог места, али онда је напао Карлеси на задњем километру и надокнадио четири секунде и Гол је пао на треће место.
1962. остварио је само две победе, освојио је национално првенство у сајкло кросу и у друмској вожњи. Тур 1962. се вратио комерцијалним тимовима први пут после 1929. и Гол није био међу најјачима. Завршио је на деветом месту, без етапне победе. 1963. није остварио ниједну победу, а Тур де Франс је напустио током етапе 16. То је био његов задњи Тур.

## Крај каријере и приватни живот
Каријеру је практично завршио након Тура 1962. а званично је завршио након такмичења на траци 1965. Никад се није опоравио од бола након што га је публика извиждала кад је возио задњу трку на друму у домовини, Када је возио за мали белгијски тим. Држао је кафе у граду Луксембург, пре него што је ишчезао из јавности.
Преселио се у колибицу, у шуми у Луксембургшким Арденима. Тамо је носио исту одећу сваки дан. Зелене панталоне, патике и јакну или џемпер и ишао је у шетњу са својим псом. Имали је телефон, али се није јављао на њега. Избрисао је своје име из телефонског именика. Његова изолација је трајала до 1983. када је било 25 година од његове победе на Туру. Те године је упознао своју будућу, трећу жену. Са њом се преселио у кућу у Луксембургу.
Организатори Тур де Франса позвали су га на Тур 1989. који је стартовао у Луксембургу, ту се први пут појавио у јавности, дошао је са кћерком. Лебланк му је дао медаљу Тур де Франса. Био је гост многих трка, укључујући и етапе на Туру, где је одговарао на питања коментатора.

## Смрт
Гол је умро од инфекције плућног крила, два дана пре рођендана, пунио је 73 године. Иза себе је оставио жену и кћерку. У знак успомене на Гола, сваког лета се одржава такмичење у сајкло кросу, у Луксембургу. Понекад су присуствовале његова жена и кћерка.